# E. A. Juffali and Brothers
E. A. Juffali and Brothers (arabisch شركة إبراهيم الجفالي وإخوانه, DMG Šarikat Ibrāhīm al-Ǧuffālī wa-Iḫwānihi) ist ein bedeutendes saudisches Großhandelsunternehmen, das 1946 gegründet wurde.

## Geschichte
Das Unternehmen wurde 1946 von den drei Brüdern Ebrahim, Ali und Ahmed Abdullah Juffali gegründet und konzentrierte sich in der Anfangszeit hauptsächlich auf das Geschäft mit Produkten für die elektrische und kommunikationstechnische Infrastruktur und Zement. Für die Modernisierung des Landes und den Aufbau der Infrastruktur gab es zu dieser Zeit eine große Nachfrage nach diesen Produkten und das Unternehmen spielte eine wichtige Rolle im Ausbau des elektrischen Netzes in Dschidda, wo sich auch noch heute der Firmensitz befindet. Im Jahr 1951 wurde erstmals eine Kooperation mit einem großen ausländischen Unternehmen vereinbart, welche Juffali zum exklusiven Vertriebspartner für Haushaltsgeräte von Electrolux und Kelvinator in Saudi-Arabien machte. Die erste Kooperationsvereinbarung mit einem deutschen Unternehmen wurde 1954 mit Siemens geschlossen und hatte den Vertrieb von Medizintechnik, Kommunikationstechnik und Produkten zur Erzeugung elektrischer Energie zum Inhalt. Seit einer Kooperation mit dem Daimler-Benz-Konzern 1959 ist die Juffali Automotive Company exklusive Vertriebsgesellschaft für Mercedes-Benz-Personenfahrzeuge im Königreich Saudi-Arabien. Im Zuge dieser Kooperation produziert ein Joint Venture von Mercedes-Benz und Juffali, die National Automobile Industry Company, seit 1977 Mercedes-Benz-Lkw in Dschidda für den lokalen Markt. Im Dienstleistungssektor betreibt Juffali zusammen mit der Münchener Rück und der Zurich Insurance Group die Saudi National Insurance Company, welche Versicherungsleistungen in Saudi-Arabien anbietet.
Weitere internationale Partnerunternehmen von Juffali sind: IBM, Ericsson, Bosch, Dow, DuPont, Michelin, Heidelberger Druckmaschinen, Kärcher, Hitachi, TE Connectivity, Liebherr, Sulzer, Massey Ferguson und die Fluor Corporation.
Nach Angaben der Wirtschaftszeitung Arabian Business war die Al Juffali-Familie im Jahr 2010 mit einem Vermögen von rund 6,2 Milliarden US-Dollar die zwölft-reichste Familie im arabischen Raum.